# Alberto di Marmoutier
Alberto di Marmoutier (... – 1064) è stato un abate francese.
Decano a Chartres, fu abate di Marmoutier per 32 anni (1032-1064).
Uomo potente e di nobili discendenze, espanse i possessi dell'abbazia e fu fondatore di diversi priorati.